# Joaquín Satrústegui
Joaquín Satrústegui Fernández (San Sebastián, 17 de octubre de 1909 - id. 11 de marzo de 1992) fue un abogado y político monárquico español. Combatió en el bando franquista durante la guerra civil española, y evolucionó desde el ultraconservadurismo de su juventud hacia posiciones liberales, siempre dentro de los sectores monárquicos. Fue uno de los asistentes a la conferencia del Movimiento Europeo celebrada en Múnich en 1962 (denominada como "contubernio de Múnich" por el régimen franquista). Tras la muerte de Franco fue elegido sucesivamente senador y diputado.

## Biografía
Satrústegui nació en el seno de una familia monárquica, acomodada y con intereses navieros de San Sebastián. Su padre fue Enrique Satrústegui Barrié, barón de Satrústegui. Estudió Derecho en la Universidad Central de Madrid, obteniendo la licenciatura en 1932. Amplió sus estudios en Economía y Derecho Público en la Universidad de Georgetown (Estados Unidos). Durante el periodo republicano formó parte de Renovación Española. El 17 de julio de 1936, dentro de las operaciones del golpe de Estado que dio inicio a la Guerra Civil, formó parte del grupo de jóvenes militantes del partido monárquico que, liderados por Carlos Miralles, y siguiendo órdenes del general Mola, ocuparon el puerto de Somosierra, con el objetivo de facilitar el acceso a Madrid a las columnas que, desde el norte, debían tomar la capital. Durante la Guerra Civil, Satrústegui, que había realizado el servicio militar en las milicias universitarias y obtenido el grado de alférez, llegó a capitán de complemento dentro de las filas del ejército franquista.
Deseando restaurar la monarquía en la persona de Juan de Borbón, desde 1940, una vez acabada la guerra se enfrentó a Franco, por lo que fue multado y detenido en varias ocasiones. Fue candidato a las elecciones municipales por Madrid del 21 de noviembre de 1954, junto a Joaquín Calvo Sotelo, Juan Manuel Fanjul y Torcuato Luca de Tena, pero sus interventores fueron expulsados del colegio electoral ante el temor del régimen de una victoria de esta candidatura. Fundó la organización clandestina Unión Española (1957), movimiento liberal que propugnaba la forma de Estado democrático para España y reconocía a Juan de Borbón, entonces en el destierro, como legítimo rey de España. Participó en el denominado Contubernio de Múnich, mayo de 1962, por lo que fue desterrado durante casi un año en Fuerteventura, junto a Jaime Miralles y Fernando Álvarez de Miranda, entre otros.
Con el paso del tiempo, se convirtió en un activo defensor de la integración de España en la Comunidad Económica Europea, integrado en las plataformas de oposición al franquismo y opuesto a la presencia de bases estadounidenses en España. En agosto de 1976, vinculó Unión Española a la Federación de Partidos Demócratas y Liberales de Joaquín Garrigues Walker y al Partido Liberal de Enrique Larroque, constituyendo la Alianza Liberal, de la cual fue elegido presidente.  Había colaborado con la oposición en la Plataforma de Organismos Democráticos, con la que formó una plataforma que se presentó a las elecciones de 1977 como Senador, siendo elegido como candidato más votado por la circunscripción de Madrid en la coalición electoral Senadores por la Democracia. En el Senado se integró en el Grupo Progresistas y Socialistas Independientes, junto a miembros del Partidos Socialista Popular e Izquierda Democrática, entre otros. Tras la disolución de Alianza Liberal, en diciembre de 1977, fundó el Partido Liberal Progresista, del que fue nombrado presidente, pero que también se disolvería más tarde. Finalmente, se integró en Unión de Centro Democrático (UCD), partido que abandonó tras el desastre electoral de octubre de 1982. Fue diputado de UCD por Madrid en la primera legislatura, en la que fue vocal en las comisiones de Asuntos Exteriores y Constitucional. Estaba casado y tuvo cuatro hijos, uno de ellos Miguel Satrústegui. Una de sus hijas es Jorgina Satrústegui, famosa bioquímica española cuya línea de investigación se centra en la neurobiología.
Falleció en Madrid el 11 de marzo de 1992, siendo sus cenizas enterradas en el donostiarra cementerio de Polloe.